# Diana Gansky
Diana Sachse-Gansky (Bergen auf Rügen, 14 dicembre 1963) è un'ex discobola tedesca, vincitrice della medaglia d'argento alle Olimpiadi di Seul 1988.

## Biografia
A 17 anni, nel 1981, vinse il titolo europeo junior e negli anni successivi crebbe all'ombra di Martina Hellmann, fino a sconfiggerla agli Europei 1986. L'anno successivo ha vinto la medaglia d'argento ai campionati del mondo, sempre dietro a Martina Hellmann.
È l'atleta ad aver scagliato più volte l'attrezzo oltre i 70 metri: 24 volte in carriera. Nel 1986 e nel 1987 ha detenuto la miglior prestazione mondiale stagionale.
Il suo record personale è 74,08, ottenuto il 20 giugno 1987 a Karl-Marx-Stadt, che al tempo fu record nazionale.
Nel 2002 a Potsdam si è laureata campionessa europea senior.

## Palmarès
| Anno | Manifestazione   | Sede      | Evento           | Risultato | Misura  | Note                  |
| ---- | ---------------- | --------- | ---------------- | --------- | ------- | --------------------- |
| 1981 | Europei juniores | Utrecht   | Lancio del disco | Oro       | 57,31 m |                       |
| 1986 | Europei          | Stoccarda | Lancio del disco | Oro       | 71,36 m | Record dei campionati |
| 1987 | Mondiali         | Roma      | Lancio del disco | Argento   | 70,12 m |                       |
| 1988 | Olimpiadi        | Seul      | Lancio del disco | Argento   | 71,88 m |                       |

## Altre competizioni internazionali
1987
- Coppa Europa di atletica leggera ( Praga)